# Wasting Light
Wasting Light je sedmé řadové album americké rockové skupiny Foo Fighters. Album produkoval Butch Vig, který s frontmanem skupiny Davem Grohlem již v roce 1991 nahrál album Nevermind od skupiny Nirvana, v níž Grohl bubnoval. Mimo jiné se na albu podíleli také Krist Novoselic, který byl v Nirvaně baskytaristou, a Pat Smear, který v Nirvaně hrál také na kytaru od roku 1993.
Toto album je zvláští tím, že bylo nahráno nikoliv v nahrávacím studiu, ale v Grohlově garáži na analogový pásek a nebyl použit žádný počítač či software. V únoru 2012 získala skupina za album pět cen Grammy.
Na podporu alba uspořádala skupina turné, které započalo 14. května 2011 a skončilo 21. září 2012. Při té příležitosti se skupina zastavila 15. srpna 2012 v pražské O2 areně.

## Seznam skladeb
| Pořadí | Název               | Délka |
| ------ | ------------------- | ----- |
| 1.     | Bridge Burning      | 4:48  |
| 2.     | Rope                | 4:19  |
| 3.     | Dear Rosemary       | 4:28  |
| 4.     | White Limo          | 3:22  |
| 5.     | Arlandria           | 4:29  |
| 6.     | These Days          | 5:00  |
| 7.     | Back & Forth        | 3:54  |
| 8.     | A Matter of Time    | 4:38  |
| 9.     | Miss the Misery     | 4:35  |
| 10.    | I Should Have Known | 4:17  |
| 11.    | nepojmenováno       | 4:35  |
| 12.    | Walk                | 4:15  |

## Nástrojové obsazení

### Foo Fighters
- Dave Grohl – zpěv, kytara, sólová kytara ve "White Limo"
- Taylor Hawkins – bicí, doprovodný zpěv
- Nate Mendel – baskytara
- Chris Shiflett – sólová kytara, doprovodný zpěv
- Pat Smear – kytara

### Hosté
- Bob Mould – kytara a doprovodný zpěv v "Dear Rosemary", "I Should Have Known"
- Krist Novoselic – baskytara a akordeon v "I Should Have Known"
- Rami Jaffee – klávesy v "Bridge Burning", "Rope", mellotron v "I Should Have Known"
- Jessy Greene – housle v "I Should Have Known"
- Fee Waybill – doprovodný zpěv v "Miss the Misery"
- Drew Hester – zvony v "Rope"